# Firuz Jang
Amir al-Umara Nizam al-Mulk Asaf al-Dawla Nawab Mir Ghazi al-Din Khan Bahadur Firuz Jang (vers 13 de març de 1709 - Aurangabad, 16 d'octubre de 1752) de naixement Mir Muhammad Panah, fou nizam d'Hyderabad i nawab subadar de Dècan, fill gran de Kamar al-Din Shin Kilij Khan Nizam al-Mulk Fateh Jung Asaf Jah I (1724-1748) i de Said un-nisa Begum.
Es va casar amb una filla del ministre Itimad al-Dawla Kamar al-Din Khan (personatge diferent de Chin Kilidj Khan Nizam al-Mulk que portava els mateixos títols). Va rebre els títols de Shahadat Khan i Amir al-Umara el 7 de juny de 1739. El 1740 quan el seu pare va anar al Dècan per sotmetre a l'obediència al fill segon Mir Ahmad Khan Nasir que havia substituït al virrei aprofitant l'absència del seu pare a Delhi i havia usurpat la posició va anar a Delhi per representar al pare a la cort imperial com a mir bakhshi de l'imperi i fou naib bakhshi (Ajudant del pagador general) del 1740 al 1745. Vers el 1741 va rebre el títol de Ghazi l-Din Khan i el de Firuz Jang cedits pel seu avi Ghazi l-Din Khan Firuz Jang.
A la mort del seu pare el 28 de maig o 1 de juny de 1748, el seu germà Muhammad Nasir Jang Mir Ahmad es va apoderar del tresor i va obtenir el suport de l'exèrcit assegurant haver aconseguit la renúncia del seu germà gran, això és de Ghazi al-Din Khan Bahadur Firuz Jang; l'altra pretendent principal fou Muzaffar Jang, fill de la filla preferida del nizam difunt (Sahibzadi Khair un-nisa Begum), els drets del qual derivaven de testament. Mort Nasir Jang per caps militars paixtus (16 de desembre de 1750), fou proclamat Muzaffar, que al seu torn fou assassinat pels mateixos caps dos mesos després (13 de febrer de 1751).
A la mort de Nasir Jang, Firuz Jang va reclamar el tron i va obtenir un firman imperial que el nomenava virrei del Dècan i Nizam al-Mulk el 31 de gener de 1751, confirmat després de consultar al peshwa maratha, el 14 de maig de 1752; també va rebre un valuós khilat de l'emperador. Mort Muzaffar fou nomenat mir bakshi (Pagador General) i subadar d'Agra, Malwa i Gujarat el 17 de juny de 1751 i estava a punt d'assolir la sobirania però va ser assassinat abans de pujar al musnad, enverinat a Aurangabad per la mare del futur Asaf Jah II, el 16 d'octubre de 1752.
Fou el pare del visir imperial Imad al-Mulk Ghazi l-Din Khan, i ancestre de la casa reial de Baoni.